# Sophie Moone
Sophie Moone, de son vrai nom Renáta Somossy, née le 24 décembre 1981 à Budapest, est une ancienne actrice pornographique et mannequin[réf. nécessaire] hongroise.

## Biographie
On lui connaît divers pseudonymes mais Sophie Moone est de loin le plus connu et utilisé. Elle est l'une des égéries de Viv Thomas, réalisateur sud-africain de films pornographiques. Elle entame une carrière prolifique au début des années 2000, qu'elle poursuit toujours dix ans plus tard.

## Filmographie
- 2016 : Eat Me
- 2015 : Budapest 11
- 2014 : Women Seeking Women 110
- Diva (2013)
- Lipstick Romance 1 (2013)
- Pure Sensuality (2013)
- Sapphic Sensation 1 (2013)
- Smooth and Silky 4 (2013)
- Wet Moments (2013)
- A Lot of Pussy (2012)
- Beautiful Lesbians (2012)
- Budapest 10 (2012)
- Lesbian Playmates 1 (2012)
- Lick Land 6 (2012)
- Pink on Pink 6 (2012)
- Pure Lesbian Passion (2012)
- Skin To Skin 2 (2012)
- Wet Between Her Legs (2012)
- Budapest 3, 4, 5, 7 & 8 (2011)
- Fist Training 4 (2011)
- I Eat Pussy (2011)
- I Kissed a Girl 2 (2011)
- Lick Land 4 (2011)
- Orgy: The XXX Championship (2011)
- Pink on Pink 4 (2011)
- Skin to Skin 1 (2011)
- Budapest 1 & 2 (2010)
- Wet Lips 3 (2010)
- Blonde on Brunette: The Platinum Collection (2010)
- Wet Lips 2 (2009)
- Sex with Sandra Shine (2009)
- Strap Ons: The Platinum Collection (2009)
- Private Blockbusters 2: DownWard Spiral (2008)
- Sex with Jo (2008)
- Sex with Eve Angel (2007)
- Sticky Fingers 2 (2007)
- Lick Land (2007)
- Clit Club (2007)
- Give Me Pink (2007)
- Home Alone (2007)
- Sex with Sophie Moone (2006)
- Supreme Hardcore 1 (2006)
- Sophie: Pornochic 11 (2006)
- Lesglam Four (2006)
- Footsie Babes (2006)
- Adorable Girls No. 2 (2006)
- Fuck V.I.P. Cockaine (2006)
- Girl on Girl 2 (2006)
- Girls on Girls 9 (2006)
- Sandy's Club Vol. 2 (2006)
- Supreme Hardcore 3 (2006)
- Xmas Event (2006)
- Best of 21Sextury 2005 (2005)
- Sole Collector (2005)
- Lesglam Three (2005)
- 8 mm 2 : Perversions fatales (2005)
- Lesglam Two (2005)
- Shocking Stockings 2 (2005)
- Lesglam One (2005)
- Fem Dolce (2005)
- Sophie's Wet Dreams (2005) Série TV
- VivThomas.com Promotional DVD (2005)
- Butterfly (2005)
- The Return of Sandy (2005)
- Pink Velvet 3: A Lesbian Odyssey (2005)
- Spunk Fiction (2005)
- The Ultimate Hardcore Collection 2 (2005)
- Viv's Dream Team (2005)
- Our Movie by Sophie & Stella (2005)
- Sticky Fingers (2005)
- Sandy: Agent Provocateur (2005) Série TV
- Club Hardcore Orgy (2005) (comme Stella)
- Exxxtraordinary Eurobabes 4 (2005)
- Exxxtraordinary Eurobabes 5 (2005)
- Russian Institute: Lesson 6 (2005)
- Secrets (2005)
- Girl on Girl (2004/II)
- Hot Legs & Feet (2004)
- Six Days with Vera: Volume One (2004)
- Stella... Where to Stick It! (2004)
- Club Hardcore All Stars (2004)
- Room Service (2004/I)
- ALS DVD #69: St. Martin - Part 2 (2004)
- Bubblegirls: Sophie Moone (2004)
- Girls on Girls 2 (2004)
- LesBabez (2004)
- LesBabez II (2004)
- LesBabez III (2004)
- LesBabez IV (2004)
- My Dear Sophie Moone (2004)
- Pick-Up Lines 82 (2004)
- Sandy's Girls 1 (2004)
- Swank XXX Teens 1 (2004)
- Girl + Girl No. 3 (2003)
- Legal Skin 9 (2003)
- Pleasures of the Flesh (2003)
- The Video Adventures of Peeping Tom 37 (2003)
- ALS Video #50: Sophie (2002)
- High Octane 8 (2002)
- Precious Pink, Body Business No. 2 (2001)